# Abitigas
 Abitigas  é uma tribo ainda bastante selvagem e que habita nas montanhas do Peru, Província de Tarma, a cerca de 80 quilómetros dos Andes. Segundo alguns linguistas esta tribo fala uma língua semelhante à dos povos Incas.